# Kudligi
Kudligi (en canarés: ಕೂಡ್ಲಿಗಿ ) es una ciudad de la India en el distrito de Bellary, estado de Karnataka.

## Geografía
Se encuentra a una altitud de 596 m s. n. m. a 305 km de la capital estatal, Bangalore, en la zona horaria UTC +5:30.

## Demografía
Según estimación 2011 contaba con una población de 24 405 habitantes.